# Eve 6
Eve 6 ist eine Rockband aus dem Süden Kaliforniens, welche sich 2004 auflöste, jedoch 2007 mit neuer Besetzung und schließlich im März 2011 mit der Originalbesetzung zurückmeldete. Ihre Musik wird oft dem Alternative oder dem Punkrock zugerechnet. Am 3. Mai 2012 unterschrieb die Band einen Vertrag bei Fearless Records.

## Werdegang
Die Band gründete sich 1995 unter dem Namen Eleventeen in La Crescenta, Kalifornien. Den Namen Eve 6 nahmen sie erst an, als sie einen Schlagzeuger suchten und ihn in Tony Fagenson fanden. Dieser war ein großer Akte-X-Fan und wählte in Anlehnung einer Figur aus der Episode Eve den Bandnamen Eve 6. 1996 brachten sie noch als Eleventeen ihre erste EP raus. Zwei Jahre später veröffentlichte das Trio ihr erstes, selbstbetiteltes Studioalbum Eve 6 auf den US-amerikanischen Markt. Die erste Single Inside Out wurde zum Hit und stieg auf Platz 1 der US Modern Rock Charts. Das Album wurde mit Platin ausgezeichnet. Da Eve 6 mit keiner anderen Single solchen Erfolg hatten, gelten sie heute bei vielen als One Hit Wonder. Weitere Singles waren Leech und Open Road Song. Das zweite Album Horroscope 2000 konnte aufgrund des Erfolgs der Singles Promise und Here’s To The Night Goldstatus erreichen. 2003 erschien dann die dritte und letzte LP It’s All In Your Head, welche sich, abgesehen von der Single Inside Out, kaum verkaufen konnte. Im März 2003 wurde die Zusammenarbeit seitens des Labels RCA mit der Band gekündigt, was kurz darauf auch zur Auflösung der Band führte. Am 6. Oktober 2007 vermeldeten sie auf ihrer myspace-Seite, dass sie ab sofort wieder zusammen als Eve 6 auftreten werden.
Am 31. Januar 2012 veröffentlichte die Band nach langer Zeit die neue Single Lost & Found.
Am 28. Februar 2012 wurde die Single Victoria veröffentlicht, das zugehörige Musikvideo erschien am 17. April 2012.
Am 24. April 2012 erschien das vierte Studioalbum Speak In Code, zum ersten Mal unter dem Label Fearless Records.

## Sugi Tap
Sugi Tap ist das im Mai 2005 gestartete Projekt von Max Collins und Tony Faginson, welches musikalisch einen ähnlichen Weg wie Eve 6 geht. Bis heute gibt es allerdings nur Konzerte und Demoaufnahmen des Duos. Der Name leitet sich von dem japanischen Spielfilm Battle Royale ab.

## Diskografie

### Studioalben
| Jahr | Titel                 | Höchstplatzierung, Gesamtwochen, AuszeichnungChartplatzierungen (Jahr, Titel, Platzierungen, Wochen, Auszeichnungen, Anmerkungen) | Höchstplatzierung, Gesamtwochen, AuszeichnungChartplatzierungen (Jahr, Titel, Platzierungen, Wochen, Auszeichnungen, Anmerkungen) | Anmerkungen                          |
| Jahr | Titel                 | UK | US | Anmerkungen                          |
| ---- | --------------------- | --- | --- | ------------------------------------ |
| 1998 | Eve 6                 | — | US33 Platin · (47 Wo.)US | Erstveröffentlichung: 28. April 1998 |
| 2000 | Horrorscope           | — | US34 Gold · (28 Wo.)US | Erstveröffentlichung: 25. Juli 2000  |
| 2003 | It’s All in Your Head | — | US27 (9 Wo.)US | Erstveröffentlichung: 22. Juli 2003  |
| 2012 | Speak in Code         | — | US40 (1 Wo.)US | Erstveröffentlichung: 24. April 2012 |

Weitere Veröffentlichungen
- 1996: Eleventeen
- 2010: Extended Versions

### Singles
| Jahr | Titel Album                     | Höchstplatzierung, Gesamtwochen, AuszeichnungChartplatzierungen (Jahr, Titel, Album, Platzierungen, Wochen, Auszeichnungen, Anmerkungen) | Höchstplatzierung, Gesamtwochen, AuszeichnungChartplatzierungen (Jahr, Titel, Album, Platzierungen, Wochen, Auszeichnungen, Anmerkungen) | Anmerkungen                        |
| Jahr | Titel Album                     | UK | US | Anmerkungen                        |
| ---- | ------------------------------- | --- | --- | ---------------------------------- |
| 1998 | Inside Out Eve 6                | — | US28 (33 Wo.)US | Erstveröffentlichung: 26. Mai 1998 |
| 1998 | Leech Eve 6                     | UK79 (1 Wo.)UK | — | Erstveröffentlichung: 1998         |
| 2001 | Here’s to the Night Horrorscope | — | US30 (20 Wo.)US | Erstveröffentlichung: 22. Mai 2001 |

Weitere Singles
- 1998: Showerhead
- 1999: Open Road Song
- 1999: Tongue Tied
- 2000: Promise
- 2000: On the Roof Again
- 2003: Think Twice
- 2003: At Least We're Dreaming
- 2012: Lost & Found
- 2012: Victoria
- 2012: Curtain